# 1. deild islandzka w piłce nożnej (2011)
1. deild 2011 – 57. edycja 2 poziomu rozgrywek piłki nożnej na Islandii. 
Brało w niej udział 12 drużyn, które w okresie od 13 maja do 17 września 2011 rozegrały 22 kolejki meczów. Promocję uzyskały ÍA i Selfoss.

## Drużyny
| Uczestnicy poprzedniej edycji                                                                                 | Uczestnicy poprzedniej edycji | Uczestnicy poprzedniej edycji | Uczestnicy poprzedniej edycji |
| --- | ----------------------------- | ----------------------------- | ----------------------------- |
| LEI | Leiknir                       | 3                             |                               |
| FJÖ | Fjölnir                       | 4                             |                               |
| ÍA | Akraness                      | 5                             |                               |
| ÍRE | ÍR                            | 6                             |                               |
| ÞRR | Þróttur Reykjavík             | 7                             |                               |
| HKÓ | HK                            | 8                             |                               |
| KA | KA Akureyri                   | 9                             |                               |
| ÍG | Grótta                        | 10                            |                               |
| Spadek z Úrvalsdeild                                                                                          |                               |                               |                               |
| HAU | Haukar                        | 11                            |                               |
| SEL | Selfoss                       | 12                            |                               |
| Awans z 2. deild karla                                                                                        |                               |                               |                               |
| VÍO | Víkingur Ólafsvík             | 1                             |                               |
| BÍB | BÍ/Bolungarvík                | 2                             |                               |
| Oznaczenia: - kolumna pierwsza – skróty nazw drużyn, - kolumna trzecia – miejsce zajęte w poprzednim sezonie. |                               |                               |                               |

## Tabela
| Lp. | Drużyna           | M  | Z  | R | P  | B+ | B- | +/– | Pkt | Awans lub spadek         |
| --- | ----------------- | -- | -- | - | -- | -- | -- | --- | --- | ------------------------ |
| 1   | ÍA (M, A)         | 22 | 16 | 3 | 3  | 53 | 17 | +36 | 51  | awans do Úrvalsdeild     |
| 2   | Selfoss (A)       | 22 | 15 | 2 | 5  | 44 | 22 | +22 | 47  | awans do Úrvalsdeild     |
| 3   | Haukar            | 22 | 10 | 6 | 6  | 33 | 23 | +10 | 36  |                          |
| 4   | Víkingur Ólafsvík | 22 | 10 | 4 | 8  | 35 | 26 | +9  | 34  |                          |
| 5   | Fjölnir           | 22 | 8  | 8 | 6  | 34 | 38 | −4  | 32  |                          |
| 6   | BÍ/Bolungarvík    | 22 | 9  | 4 | 9  | 27 | 37 | −10 | 31  |                          |
| 7   | Þróttur Reykjavík | 22 | 9  | 3 | 10 | 34 | 45 | −11 | 30  |                          |
| 8   | KA                | 22 | 9  | 2 | 11 | 32 | 40 | −8  | 29  |                          |
| 9   | ÍR Reykjavík      | 22 | 6  | 4 | 12 | 27 | 42 | −15 | 22  |                          |
| 10  | Leiknir Reykjavík | 22 | 5  | 5 | 12 | 31 | 32 | −1  | 20  |                          |
| 11  | Grótta (S)        | 22 | 4  | 8 | 10 | 16 | 29 | −13 | 20  | spadek do 2. deild karla |
| 12  | HK (S)            | 22 | 3  | 7 | 12 | 23 | 38 | −15 | 16  | spadek do 2. deild karla |

## Wyniki
| Gospodarz \ Gość  | BÍB | FJÖ | GRÓ | HAU | HK  | ÍA  | ÍR  | KA  | LER | SEL | VÍO | ÞRÓ |
| ----------------- | --- | --- | --- | --- | --- | --- | --- | --- | --- | --- | --- | --- |
| BÍ/Bolungarvík    |     | 3–1 | 1–1 | 0–0 | 2–1 | 0–6 | 1–2 | 2–1 | 1–0 | 0–1 | 0–1 | 2–1 |
| Fjölnir           | 1–1 |     | 0–0 | 0–0 | 2–2 | 1–1 | 2–3 | 3–0 | 4–3 | 0–1 | 2–0 | 3–2 |
| Grótta            | 1–0 | 0–2 |     | 3–2 | 0–0 | 0–2 | 4–1 | 0–3 | 1–1 | 0–3 | 1–2 | 0–1 |
| Haukar            | 1–2 | 0–0 | 0–0 |     | 1–1 | 0–1 | 3–2 | 1–2 | 3–0 | 2–1 | 1–0 | 3–3 |
| HK                | 3–0 | 1–1 | 1–0 | 0–2 |     | 0–3 | 1–1 | 3–4 | 0–3 | 0–0 | 0–2 | 1–2 |
| ÍA                | 1–2 | 6–0 | 2–1 | 0–2 | 2–1 |     | 3–1 | 5–0 | 2–0 | 2–1 | 1–1 | 1–0 |
| ÍR Reykjavík      | 2–3 | 0–1 | 0–0 | 1–3 | 0–3 | 1–1 |     | 1–1 | 3–2 | 1–3 | 1–0 | 0–1 |
| KA                | 3–0 | 1–4 | 1–0 | 0–2 | 2–1 | 1–4 | 3–0 |     | 0–2 | 1–2 | 4–3 | 4–1 |
| Leiknir Reykjavík | 0–1 | 3–0 | 1–2 | 1–2 | 1–1 | 4–1 | 1–2 | 0–0 |     | 1–1 | 2–3 | 5–1 |
| Selfoss           | 4–3 | 2–3 | 4–0 | 3–2 | 4–2 | 1–2 | 2–1 | 3–0 | 1–0 |     | 3–1 | 0–1 |
| Víkingur Ólafsvík | 4–1 | 2–2 | 1–1 | 1–2 | 3–0 | 0–1 | 3–1 | 2–1 | 0–0 | 0–1 |     | 2–1 |
| Þróttur Reykjavík | 2–2 | 7–2 | 1–1 | 2–1 | 3–1 | 0–6 | 1–3 | 1–0 | 3–1 | 0–3 | 0–4 |     |

## Najlepsi strzelcy
| Bramki | Strzelcy                    | Drużyna           |
| ------ | --------------------------- | ----------------- |
| 19     | Sveinbjörn Jónasson         | Þróttur Reykjavík |
| 16     | Viðar Örn Kjartansson       | Selfoss           |
| 15     | Hjörtur Júlíus Hjartarson   | ÍA                |
| 11     | Oluwatomiwo Ameobi          | BÍ/Bolungarvík    |
| 10     | Eyþór Helgi Birgisson       | HK                |
| 9      | Gary Martin                 | ÍA                |
| 9      | Pape Mamadou Faye           | Leiknir Reykjavík |
| 9      | Mark Doninger               | ÍA                |
| 9      | Daniel Jason Howell         | KA                |
| 8      | Árni Freyr Guðnason         | ÍR Reykjavík      |
| 8      | Ólafur Hrannar Kristjánsson | Leiknir Reykjavík |

Źródło: 